# Eu, Seine-Maritime
Eu är en stad och kommun i departementet Seine-Maritime i regionen Normandie i nordvästra Frankrike, nordöst om Dieppe.
Eu är framvuxet kring slottet med samma namn. Det tillhörde från slutet av 900-talet en gren av Normandies hertighus, övergick senare till andra släkter och blev 1350 indraget till kronan. Det har sedan varit anslaget till underhåll åt flera franska prinsar. Nuvarande slottsbyggnad uppfördes under 1500- och 1600-talet, men är återuppfört efter en brand 1902 som förstörde större delen av slottet. Slottsträdgården är anlagd av André Le Nôtre. Den gotiska kyrkan S:t Laurent i staden anlades i slutet av 1100-talet.
Kommunen hade 1921 5 821 innevånare och år 2022 hade Eu 6 541 invånare.

## Befolkningsutveckling
Antalet invånare i kommunen Eu
| Referens: INSEE |